# Atentado de la plaza de la Cruz Verde
El atentado de la plaza de la Cruz Verde fue un ataque con coche bomba perpetrado el 6 de febrero de 1992 por la organización terrorista ETA en Madrid, tomando como objetivo a un grupo de miembros del Ejército de Tierra a su paso por la plaza de la Cruz Verde a bordo de un vehículo militar. Cinco personas resultaron asesinadas, entre ellas tres capitanes, un soldado y un funcionario que trabajaba para las fuerzas armadas, y siete recibieron heridas, en el que fuera el atentado más mortífero de ETA en 1992.

## Contexto
A principios de la década de 1990, ETA intensificó su campaña terrorista en un intento de obtener repercusión internacional y concesiones políticas, al amenazar con interrumpir el normal desarrollo de los Juegos Olímpicos de Barcelona 1992. El atentado en Madrid fue el primero llevado a cabo en Madrid en 1992, y se produjo semanas después de que la Guardia Civil y la Ertzaintza consiguieran desmantelar la red de extorsión con la que la organización se financiaba entonces, mediante el cobro del denominado «impuesto revolucionario».

## El atentado
El coche utilizado en el atentado, un Opel Kadett, había sido robado a punta de pistola en septiembre de 1991, en la localidad guipuzcoana de Zarauz. El día de la masacre, el automóvil fue cargado con entre 40 y 50 kg de explosivos y un surtido de tornillos, pernos y clavos, y fue estacionado por los terroristas de ETA solo unos minutos antes del ataque en la plaza de la Cruz Verde, a solo 200 metros de la Capitanía General, sede del Ejército de Tierra en Madrid. La bomba fue detonada por control remoto al paso de un transporte militar, matando a todos sus ocupantes e hiriendo a siete transeúntes, causando además importantes daños en los edificios cercanos.

## Reacciones
El atentado supuso un incremento a diez del número de personas asesinadas por ETA aquel año. El presidente Felipe González expresó su indignación ante el suceso, reiterando que no comportaría ningún cambio en la posición mantenida por el Gobierno y reclamando una actuación judicial contra los responsables, así como contra el partido político Herri Batasuna (HB), considerado el brazo político de ETA. Por su parte, el líder de la oposición José María Aznar pidió que se tomase una decisión sobre la conveniencia de que HB continuase siendo un partido legal, y el rey de España Juan Carlos I envió un telegrama de condolencia a las familias de las víctimas. Desde el País Vasco, el lendakari José Antonio Ardanza condenó el atentado, afirmando que aquella vía llevaba «al propio suicidio de ETA».

## Placas en memoria de las víctimas

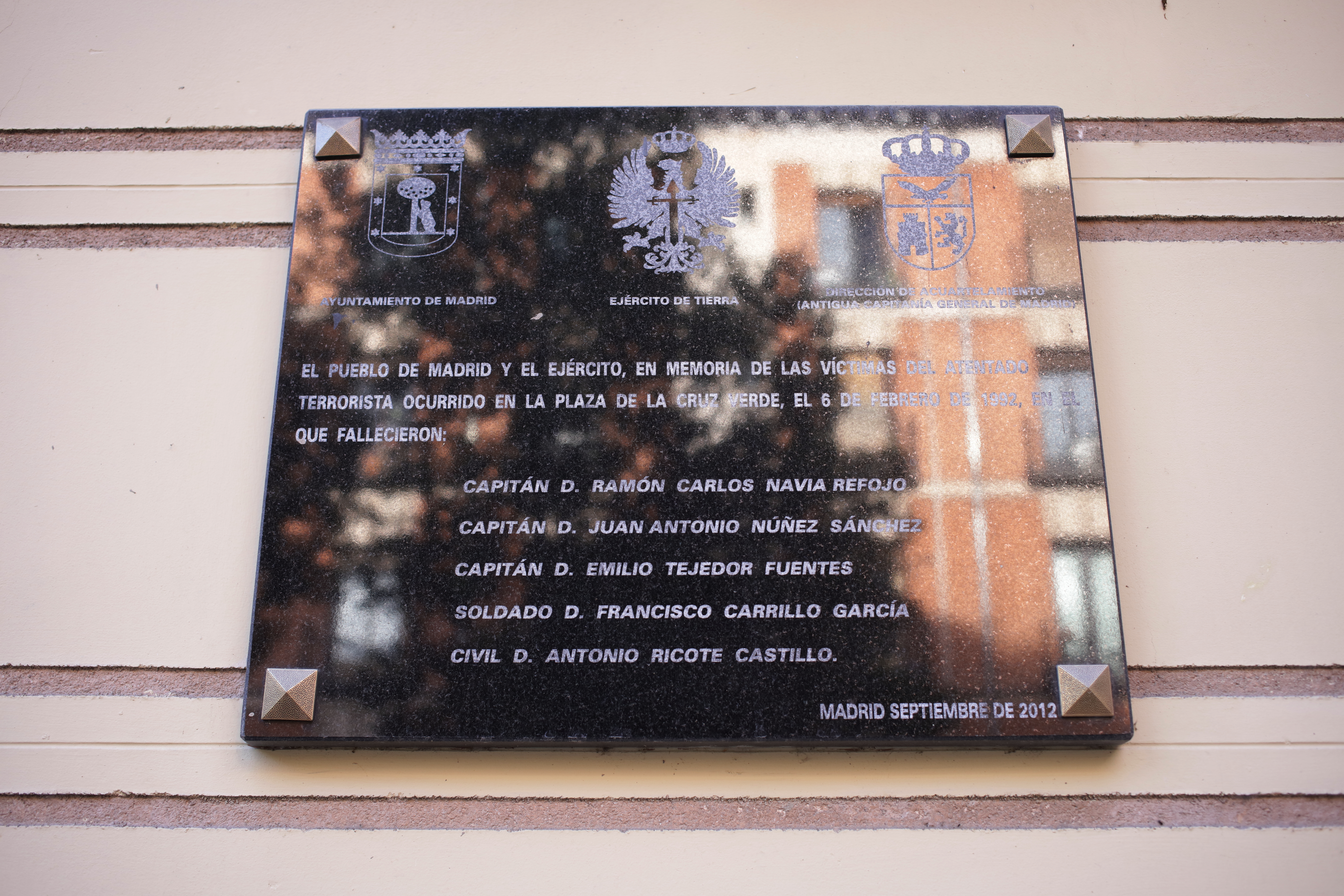
Placa en memoria de las víctimas del atentado de la Plaza de la Cruz Verde de 1992. Colocada en 2012.

Actualmente en la plaza hay dos placas en memoria de las víctimas del atentado terrorista.
La primera fue colocada el 12 de septiembre de 2012 con motivo del XX aniversario de los hechos.
La segunda placa fue colocodada el 6 de febrero de 2022 como parte de proyecto 'Itinerario de la libertad' dentro del Plan Estratégico de Derechos humanos del Ayuntamiento de Madrid.